# 송지수
송지수(본명: 송승아, 1993년 6월 23일~ )는 대한민국의 배우이다.

## 학력
- 전주한일고등학교(졸업)
- 성균관대학교(중퇴)

## 출연 작품

### 드라마
- 2012년 MBC 일일연속극 《그대 없인 못살아》 ... 민미수 역
- 2012년 SBS 드라마 스페셜 《아름다운 그대에게》 ... 신명화 역

## 예능 프로그램
- 2019년 KBS2 《슈퍼맨이 돌아왔다》 ... 특별출연

## 뮤직비디오
- 2012년 셰인 - 너를 본다
- 2019년 장범준 - 당신과는 천천히